# 湄洲镇
湄洲镇（/pi˨˩ liu˥˧˧/）是中国福建省莆田市秀屿区下辖的一个镇。

## 行政区划
湄洲镇实际下辖11个行政村，分别是：
宫下村、高朱村、东蔡村、莲池村、寨下村、汕尾村、西亭村、北埭村、港楼村、后巷村和下山村。
此外，湄洲镇名义管辖中华民国控制下的烏坵鄉（大陆称之为乌丘村）。乌坵在1949年之前是湄洲的辖区，乌坵的一些老住民也是从湄洲岛迁过去的。因而中华人民共和国对乌坵声称拥有主权，并循旧制设在湄洲镇下。尽管如此，乌坵至今仍为中华民国实际控制，在其控制下的莆田县辖区亦仅此一处，因此不特设莆田建制，交由金門縣代管。

## 交通
- 356国道0公里起点。